# U-80 (1941)
| U-80 | U-80 | U-80 |
| --- | --- | --- |
| | | |
| | | |
| Зображення підводного човна підтипу VIIC                                                                    | | |
| Під прапором                                                                                                | Третій Рейх | Третій Рейх |
| Належність                                                                                                  | Крігсмаріне | Крігсмаріне |
| Спуск на воду                                                                                               | 11 лютого 1941 року | 11 лютого 1941 року |
| Виведений зі складу флоту                                                                                   | 8 квітня 1941 року | 8 квітня 1941 року |
| Сучасний статус                                                                                             | 28 листопада 1944 року затонув у Балтійському морі західніше Піллау внаслідок морської аварії під час занурення                      | 28 листопада 1944 року затонув у Балтійському морі західніше Піллау внаслідок морської аварії під час занурення                      |
| Бойовий досвід                                                                                              | Друга світова війна Битва за Атлантику                                                                                               | Друга світова війна Битва за Атлантику                                                                                               |
| Проєкт | | |
| Тип ПЧ | середній торпедний ДПЧ | середній торпедний ДПЧ |
| Розробник проєкту                                                                                           | Bremer Vulkan, Бремен | Bremer Vulkan, Бремен |
| Вартість | 4 714 000 ℛℳ | 4 714 000 ℛℳ |
| Основні характеристики                                                                                      | | |
| Швидкість (надводна)                                                                                        | 17,7 вузла (32,8 км/год) | 17,7 вузла (32,8 км/год) |
| Швидкість (підводна)                                                                                        | 7,6 вузла (14,1 км/год) | 7,6 вузла (14,1 км/год) |
| Робоча глибина занурення                                                                                    | 230 м | 230 м |
| Гранична глибина занурення                                                                                  | 250—295 м | 250—295 м |
| Дальність плавання                                                                                          | 80 миль (150 км) на швидкості 4 вузли (в підводному положенні) 8500 миль (15 700 км) на швидкості 10 вузлів (у надводному положенні) | 80 миль (150 км) на швидкості 4 вузли (в підводному положенні) 8500 миль (15 700 км) на швидкості 10 вузлів (у надводному положенні) |
| Екіпаж | 44—52 особи | 44—52 особи |
| Розміри | | |
| Довжина найбільша (по КВЛ)                                                                                  | 67,1 м | 67,1 м |
| Ширина корпусу найб.                                                                                        | 6,2 м | 6,2 м |
| Висота | 9,6 м | 9,6 м |
| Середня осадка (по КВЛ)                                                                                     | 4,74 м | 4,74 м |
| Водотоннажність надводна                                                                                    | 769 т | 769 т |
| Силова установка                                                                                            | | |
| дизель-електрична; 2 дизельних двигуни MAN M 6 V 40/46, 2 електродвигуни Siemens-Schuckertwerke GU 343/38-8 | | |
| Гвинти | 2 | 2 |
| Потужність                                                                                                  | 2 × 2100—2310 к.с. (дизелі) 2 × 750 к.с. (електродвигуни)                                                                            | 2 × 2100—2310 к.с. (дизелі) 2 × 750 к.с. (електродвигуни)                                                                            |
| Озброєння                                                                                                   | | |
| Артилерія                                                                                                   | 1 × 88-мм палубна гармата SK C/35 | 1 × 88-мм палубна гармата SK C/35 |
| Торпедно- мінне озброєння                                                                                   | 4 носових і один кормовий ТА 14 торпед та 26 мін TMA                                                                                 | 4 носових і один кормовий ТА 14 торпед та 26 мін TMA                                                                                 |
| ППО | 1 × 37-мм зенітна гармата Flak M42 2 × 20-мм зенітні гармати FlaK 30                                                                 | 1 × 37-мм зенітна гармата Flak M42 2 × 20-мм зенітні гармати FlaK 30                                                                 |

U-80 — німецький середній підводний човен типу VIIC, що входив до складу Військово-морських сил Третього Рейху за часів Другої світової війни. Закладений 17 квітня 1940 року на верфі № 6 компанії Bremer Vulkan, у Бремені, спущений на воду 11 лютого 1941 року. 8 квітня 1941 року корабель увійшов до складу 1-ї навчальної флотилії ПЧ ВМС нацистської Німеччини. Першим командиром став оберлейтенант-цур-зее Георг Штатс.

## Історія служби
U-80 належав до німецьких підводних човнів типу VIIC/41, однієї з модифікацій найчисленнішого типу субмарин Третього Рейху, яких було випущено 703 одиниці. Службу розпочав у складі 1-ї флотилії ПЧ, потім у 26-ї, 24-ї, 23-ї та 21-ї навчальних флотиліях ПЧ Крігсмаріне. Підводний човен не здійснив жодного бойового походу та не потопив і не пошкодив жодного судна чи корабля.
28 листопада 1944 року затонув у Балтійському морі західніше Піллау внаслідок морської аварії під час тренувального занурення.

## Командири
- Оберлейтенант-цур-зее Георг Штатс (8 квітня — 5 жовтня 1941)
- Оберлейтенант-цур-зее Ганс Бенкер (6 жовтня 1941 — 4 травня 1942)
- Оберлейтенант-цур-зее Оскар Куріо (5 травня — 22 листопада 1942)
- Оберлейтенант-цур-зее Ганс-Адольф Ізермеєр (23 листопада 1942 — 30 вересня 1943)
- Капітан-лейтенант Ганс Керль (1 жовтня 1943 — 28 листопада 1944)